# Beichlingen
Beichlingen é uma localidade e antigo município da Alemanha localizado no distrito de Sömmerda, estado da Turíngia.
Pertence ao Verwaltungsgemeinschaft de Kölleda. Desde 1 de janeiro de 2019, forma parte do município de Kölleda.

## Demografia
Evolução da população (em 31 de dezembro de cada ano):
| - 1994 - 670 - 1995 - 659 - 1996 - 666 - 1997 - 672 | - 1998 - 649 - 1999 - 613 - 2000 - 613 - 2001 - 598 | - 2002 - 573 - 2003 - 568 - 2004 - 589 - 2005 - 594 |

 Fonte: Thüringer Landesamt für Statistik